# Энхитреиды
Энхитреиды (лат. Enchytraeidae) — семейство малощетинковых червей из отряда Enchytraeida. Число видов мировой фауны превышает 700 и постоянно растёт благодаря интенсивному изучению семейства в XXI веке.
По некоторым оценкам, энхитреиды — наиболее широко распространённое семейство класса поясковых.

## Определение
Внешне энхитреиды напоминают небольших полупрозрачных дождевых червей, лишь немногие виды обладают выраженным молочно-белым, желтоватым или розовым окрасом. От представителей отряда Haplotaxida отличаются наличием одной пары сперматек, расположенных на стыке четвёртого и пятого сегментов, а также положением пояска на двенадцатом (реже одиннадцатом) сегменте. Определение видов энхитреид затруднительно из-за того, что для диагностики используется множество деталей внутреннего строения, различимых лишь на живых особях под микроскопом с хорошим освещением. Кроме того, многие описанные виды энхитреид фактически представляют собой генетически разнородные видовые комплексы, что приводит к необходимости активно использовать при работе с ними молекулярные методы. При этом семейство в целом обладает выраженной монофилией.
Энхитреиды найдены в балтийском и доминиканском янтарях, однако время происхождения семейства неизвестно из-за плохой сохранности особей в палеонтологической летописи.

## Места обитания
Представители семейства населяют широкий спектр местообитаний: почву, пресные воды, морскую литораль, ледниковый покров (Mesenchytraeus solifugus даже известен как «ледовый червь»), водоёмы в розетках бромелиевых растений.  Энхитреиды предпочитают биотопы с повышенной влажностью и высоким содержанием органического вещества. Устойчивость к промерзанию почвы делает их экологическим аналогом дождевых червей в тундре и северной тайге.

## Морфология
Энхитреиды обладают, подобно большинству олигохет, вытянутым телом цилиндрической формы, сужающимся к концам и разделённым на сегменты. Исключением являются несколько видов-эктокомменсалов, которые проводят много времени, будучи прикреплёнными к дождевым червям, и в связи с этим обладают уплощённым телом. У большинства видов взрослые особи достигают длины от 2 до 20 мм и состоят из 20-50 сегментов. Максимальной длины — 45 мм при 95 сегментах — достигает вид Fridericia gigantea. Начиная со второго, каждый сегмент в норме несёт четыре пучка щетинок — два латеральных и два вентральных. У некоторых энхитреид щетинки в той или иной степени редуцированы (у представителей рода Achaeta — полностью, у некоторых представителей других родов — частично).  
Кровь у энхитреид, в отличие от дождевых червей, обычно бесцветная, чем и обусловлен их блеклый окрас. Желтовато-розовая или красная кровь, насыщенная гемоглобином, характерна для предпочитающих морскую литораль энхитреид рода Lumbricillus, а также немногих почвенных форм (Fridericia magna, Marionina rubens и др.).  
Энхитреиды — гермафродиты; поясок расположен обычно на двенадцатом сегменте, сперматеки — между четвёртым и пятым. У некоторых размножающихся партеногенезом видов (например, Fridericia christeri) отсутствуют сперматеки (при наличии пояска с развитыми яйцами); у некоторых видов, размножающихся в основном фрагментацией (Cognettia sphagnetorum, Enchytraeus luxuriosus и др.), особи зачастую полностью лишены половых органов.  

## Значение
Высокая роющая активность энхитреид вкупе с высокой (до сотен тысяч особей на квадратный метр) плотностью их популяций делает энхитреид важной частью почвообразовательного процесса. Энхитреиды питаются в основном бактериями, заглатывая вместе с ними отмерший растительный материал, что способствует его измельчению и, соответственно, ускорению процессов разложения в почве.
Наиболее известные виды энхитреид — Enchytraeus buchholzi и Enchytraeus albidus, которые получили коммерческое применение в качестве корма для птиц и аквариумных рыб. Это виды энхитреид, которые (что является редкостью среди представителей семейства) имеют устоявшиеся народные названия — «гриндальский червь» и «горшечный червь» соответственно. Enchytraeus crypticus широко используется как модельный вид в экотоксикологических исследованиях.

## Классификация
На февраль 2021 года в семейство включают 35 родов:
- Achaeta Vejdovský, 1878
- Aspidodrilus Baylis, 1914
- Barbidrilus Loden & Locy, 1980
- Bryodrilus Ude, 1892
- Buchholzia Michaelsen, 1886
- Cernosvitoviella  Nielsen & Christensen, 1959
- Christensenidrilus Dózsa-Farkas & Convey, 1998
- Claparedrilus Klinth, Rota & Erséus, 2017
- Cognettia Nielsen & Christensen, 1959
- Decimodrilus Dózsa-Farkas, Nagy, Felföldi & Hong, 2019
- Enchylea Nielsen & Christensen, 1963
- Enchytraeina von Bülow, 1957
- Enchytraeus Henle, 1837
- Enchytronia Nielsen & Christensen, 1959
- Fridericia Michaelsen, 1889
- Globulidrilus Christensen & Dózsa-Farkas, 2012
- Grania Southern, 1913
- Guaranidrilus Černosvitov, 1937
- Hemienchytraeus Černosvitov, 1934
- Hemifridericia Nielsen & Christensen, 1959
- Henlea Michaelsen, 1889
- Isosetosa Xu, D-M. Zhang & J-M. Jiang, 1989
- Lumbricillus Ørsted, 1844
- Marionina Michaelsen in Pfeffer, 1890
- Mesenchytraeus Eisen, 1878
- Michaelseniella Černosvitov, 1934
- Neoenchytraeus Eisen, 1878
- Oconnorella Rota, 1995
- Pelmatodrilus J.P. Moore, 1943
- Randidrilus Coates & Erséus, 1985
- Sinenchytraeus Liang & Hsü, 1979
- Stephensoniella Cernosvitov, 1934
- Stercutus Michaelsen, 1888
- Tupidrilus Righi, 1974
- Xetadrilus Schmelz, Collado & Römbke, 2011